# داوود سلیمان
داوود سلیمان (عربی: داوود سليمان علي سليمان أل-كويتي؛ زادهٔ ۲۱ فوریهٔ ۱۹۹۰) ورزشکار فوتبال اهل امارات متحده عربی است.
از باشگاه‌هایی که در آن بازی کرده‌است می‌توان به باشگاه فوتبال العین، باشگاه ورزشی بنی یاس، و تیم ملی فوتبال امارات متحده عربی اشاره کرد.